# Papua Nya Guineas riksvapen
Papua Nya Guineas riksvapen är ett emblem som består av en raggiparadisfågel över ett traditionellt spjut och en kundu-trumma. Riksvapnet, liksom landsflaggan, antogs 1971. Enligt Papua Nya Guineas grundlag är riksvapnet också en av statens nationella symboler vid sidan av t.ex. flaggan och nationalsången.